# Georg Friedrich von Gfug
Georg Friedrich von Gfug († 24. April 1746) war ein polnisch-sächsischer General der Kavallerie.

## Leben
Er entstammte der Familie Gfug, die seiner Zeit Güter in Brieg und Breslau besaß.
Am 10. Dezember 1705 wurde er königlicher Generaladjutant und Oberst. Im Jahr 1712 erhielt er das Dragonerregiment „Brockdorf“, 1719 übergab er das Regiment dem Oberst Diemar. Gfug wurde am 12. März 1724 zum Generalmajor und am 7. April 1733 zum Generalleutnant befördert. Im gleichen Jahr zog er noch im Rahmen des polnischen Thronfolgekrieges mit den Truppen nach Polen ins Feld. Aber schon 1734 wurde er auf Grund seines Alters zurückgeschickt. Er zog sich auf sein Gut zurück und kümmerte sich um Haus und Garten. Noch am 1. März 1741 wurde er zum General der Kavallerie ernannt.
Er starb unverheiratet am 24. April 1746. Erbe wurde der Oberstleutnant Gfug. Der General wurde am 29. Mai in der Dresdner Frauenkirche beigesetzt.